# Línea 529A (Interurbanos Madrid)
La línea 529A de la red de autobuses interurbanos de Madrid une el Hospital Rey Juan Carlos de Móstoles con Navalcarnero y Batres.

## Características
Esta línea une a los habitantes de los municipios de Navalcarnero, El Álamo y Batres con el Hospital Rey Juan Carlos de Móstoles, en un recorrido que dura 70 minutos aproximadamente entre cabeceras.
Sus salidas están coordinadas con las de las líneas 529 y 529H, para evitar duplicidades durante el trayecto.
Está operada por la empresa Arriva Madrid mediante la concesión administrativa VCM-501 - Madrid – Batres (Viajeros Comunidad de Madrid) del Consorcio Regional de Transportes de Madrid.

## Horarios
| Hospital Rey Juan Carlos                    | Estación de Móstoles | Navalcarnero | El Álamo | Batres |
| ------------------------------------------- | -------------------- | ------------ | -------- | ------ |
| Lunes a viernes laborables (excepto agosto) |                      |              |          |        |
| 6:15                                        | 6:25                 | 6:50         | 7:05     | 7:20   |
| 9:15                                        | 9:25                 | 9:50         | 10:05    | 10:20  |
| 12:15                                       | 12:25                | 12:50        | 13:05    | 13:20  |
| 14:15                                       | 14:25                | 14:50        | 15:05    | 15:20  |
| 16:45                                       | 16:55                | 17:20        | 17:35    | 17:50  |
| 19:15                                       | 19:25                | 19:50        | 20:05    | 20:20  |
| 21:15                                       | 21:25                | 21:50        | 22:05    | 22:20  |
| Lunes a viernes laborables (agosto)         |                      |              |          |        |
| 7:00                                        | 7:10                 | 7:35         | 7:50     | 8:05   |
| 10:00                                       | 10:10                | 10:35        | 10:50    | 11:05  |
| 13:00                                       | 13:10                | 13:35        | 13:50    | 14:05  |
| 16:00                                       | 16:10                | 16:35        | 16:50    | 17:05  |
| 19:00                                       | 19:10                | 19:35        | 19:50    | 20:05  |
| Sábados laborables, domingos y festivos     |                      |              |          |        |
| 7:00                                        | 7:10                 | 7:35         | 7:50     | 8:05   |
| 10:00                                       | 10:10                | 10:35        | 10:50    | 11:05  |
| 13:00                                       | 13:10                | 13:35        | 13:50    | 14:05  |
| 16:00                                       | 16:10                | 16:35        | 16:50    | 17:05  |
| 19:00                                       | 19:10                | 19:35        | 19:50    | 20:05  |

| Batres                                      | El Álamo | Navalcarnero | Estación de Móstoles | Hospital Rey Juan Carlos |
| ------------------------------------------- | -------- | ------------ | -------------------- | ------------------------ |
| Lunes a viernes laborables (excepto agosto) |          |              |                      |                          |
| 5:30                                        | 5:45     | 6:00         | 6:25                 | 6:40                     |
| 7:30                                        | 7:45     | 8:00         | 8:25                 | 8:40                     |
| 10:30                                       | 10:45    | 11:00        | 11:25                | 11:40                    |
| 13:30                                       | 13:45    | 14:00        | 14:25                | 14:40                    |
| 15:30                                       | 15:45    | 16:00        | 16:25                | 16:40                    |
| 18:00                                       | 18:15    | 18:30        | 18:55                | 19:10                    |
| 20:30                                       | 20:45    | 21:00        | 21:25                | 21:40                    |
| Lunes a viernes laborables (agosto)         |          |              |                      |                          |
| 6:30                                        | 6:45     | 7:00         | 7:25                 | 7:40                     |
| 8:30                                        | 8:45     | 9:00         | 9:25                 | 9:40                     |
| 11:30                                       | 11:45    | 12:00        | 12:25                | 12:40                    |
| 14:30                                       | 14:45    | 15:00        | 15:25                | 15:40                    |
| 17:30                                       | 17:45    | 18:00        | 18:25                | 18:40                    |
| 20:30                                       | 20:45    | 21:00        | 21:25                | 21:40                    |
| Sábados laborables, domingos y festivos     |          |              |                      |                          |
| 6:30                                        | 6:45     | 7:00         | 7:25                 | 7:40                     |
| 8:30                                        | 8:45     | 9:00         | 9:25                 | 9:40                     |
| 11:30                                       | 11:45    | 12:00        | 12:25                | 12:40                    |
| 14:30                                       | 14:45    | 15:00        | 15:25                | 15:40                    |
| 17:30                                       | 17:45    | 18:00        | 18:25                | 18:40                    |
| 20:30                                       | 20:45    | 21:00        | 21:25                | 21:40                    |

## Recorrido y paradas

### Sentido Batres
| Código | Parada                                      | Común con                                             | Conexión con Metro y Cercanías | Municipio    | Zona |
| ------ | ------------------------------------------- | ----------------------------------------------------- | ------------------------------ | ------------ | ---- |
| 18853  | Hospital Rey Juan Carlos                    | 529 529H 531 531A 551 4                               |                                | Móstoles     |      |
| 21171  | Orquídea - Gladiolo                         | 529 529H 531 531A 4                                   |                                | Móstoles     |      |
| 11885  | Margarita - Crisantemo                      | 521 523 529 531 531A 4                                |                                | Móstoles     |      |
| 11266  | Av. Alcalde de Móstoles - Pintor Velázquez  | 521 523 529 529H 531 531A 4                           |                                | Móstoles     |      |
| 09702  | Av. Alcalde de Móstoles - Bécquer           | 521 523 526 529 529H 531 531A                         |                                | Móstoles     |      |
| 08987  | Av. Portugal - Severo Ochoa                 | 520 521 526 529 529H 531 531A 1 4                     |                                | Móstoles     |      |
| 17099  | Av. Portugal - Est. Móstoles Central        | 529 529H 531 531A 535                                 | Móstoles Central               | Móstoles     |      |
| 08622  | Av. Portugal - Parque Finca Liana           | 498 498A 499 519 529 529H 531 531A                    |                                | Móstoles     |      |
| 16540  | Av. Portugal - Benito Pérez Galdós          | 498 498A 499 519 529 529H 531 531A                    |                                | Móstoles     |      |
| 08988  | Av. Portugal - Av. Dos de Mayo              | 498 498A 499 524 526 529 529H 531 531A 535 5          |                                | Móstoles     |      |
| 19082  | Av. Portugal - Río Jalón                    | 524 529 529H 531 531A 5                               |                                | Móstoles     |      |
| 12336  | Av. Portugal - Restaurante                  | 529 529H 531 531A 5                                   |                                | Móstoles     |      |
| 08974  | Av. Portugal - Pol. Ind. Las Monjas         | 529 529H 531 531A 535 5                               |                                | Móstoles     |      |
| 08976  | Av. Portugal - Concesionario                | 498 498A 499 529 529H 531 531A 535 5                  |                                | Móstoles     |      |
| 08638  | Ctra. A5 - C.C. Madrid Xanadú               | 528 529 529H 531 531A 535 538 539 541 545 546 547 548 |                                | Móstoles     |      |
| 08953  | Dehesa Mari Martín - Pol. Ind. Alparrache I | 528 529 531 531A 539                                  |                                | Navalcarnero |      |
| 15323  | San Damián - Felix Serrano del Real         | 529 539 1                                             |                                | Navalcarnero |      |
| 15322  | Estrella - Tvra. San Roque                  | 529 539 1                                             |                                | Navalcarnero |      |
| 15320  | Estrella - Luna                             | 529 539 1                                             |                                | Navalcarnero |      |
| 08962  | Ctra. M404 - Las Granjas                    | 529 539                                               |                                | Navalcarnero |      |
| 09708  | Mártires - Residencia 3.ª Edad              | 529 539                                               |                                | El Álamo     |      |
| 07392  | Mártires - Espino                           | 529 539                                               |                                | El Álamo     |      |
| 15344  | Av. Madrid - Caño Viejo                     | 529 539                                               |                                | El Álamo     |      |
| 15345  | Av. Madrid - Libertad                       | 529 539                                               |                                | El Álamo     |      |
| 12135  | Ctra. M404 - Colonia Torre Veleta           |                                                       |                                | El Álamo     |      |
| 18460  | Castillo - Gta. Olivo                       | 460                                                   |                                | Batres       |      |

### Sentido Móstoles
| Código | Parada                                     | Común con                                             | Conexión con Metro y Cercanías | Municipio    | Zona |
| ------ | ------------------------------------------ | ----------------------------------------------------- | ------------------------------ | ------------ | ---- |
| 18460  | Castillo - Gta. Olivo                      | 460                                                   |                                | Batres       |      |
| 12134  | Ctra. M404 - Colonia Torre Veleta          |                                                       |                                | El Álamo     |      |
| 15339  | Av. Madrid - Tvra. del Bronce              | 529 539                                               |                                | El Álamo     |      |
| 15340  | Av. Madrid - Soledad                       | 529 539                                               |                                | El Álamo     |      |
| 07391  | Mártires - Los Pocillos                    | 529 539                                               |                                | El Álamo     |      |
| 09709  | Mártires - Residencia 3.ª Edad             | 529 539                                               |                                | El Álamo     |      |
| 08961  | Ctra. M404 - Las Granjas                   | 529 539                                               |                                | Navalcarnero |      |
| 11451  | San Roque - Galileo                        | 528 529 529H 530 539                                  |                                | Navalcarnero |      |
| 17593  | Estrella - Luna                            | 529 539 1                                             |                                | Navalcarnero |      |
| 15321  | Estrella - C. C. El Olivar                 | 529 539 1                                             |                                | Navalcarnero |      |
| 16794  | Félix Serrano del Real - San Damián        | 529 539 1                                             |                                | Navalcarnero |      |
| 08950  | Constitución - Félix Serrano del Real      | 528 529 531 531A 539 1                                |                                | Navalcarnero |      |
| 08954  | Constitución - Ctra. A5                    | 528 529 531 531A 539                                  |                                | Navalcarnero |      |
| 08639  | Ctra. A5 - C.C. Madrid Xanadú              | 528 529 529H 531 531A 535 538 539 541 545 546 547 548 |                                | Móstoles     |      |
| 08977  | Av. Portugal - Concesionario               | 498 498A 499 529 529H 531 531A 535 5                  |                                | Móstoles     |      |
| 08975  | Av. Portugal - Pol. Ind. Las Monjas        | 529 529H 531 531A 535 5                               |                                | Móstoles     |      |
| 12337  | Av. Portugal - Restaurante                 | 529 529H 531 531A 5                                   |                                | Móstoles     |      |
| 19083  | Av. Portugal - Río Jalón                   | 524 529 529H 531 531A 5                               |                                | Móstoles     |      |
| 18532  | Av. Portugal - Rio Duero                   | 498 498A 499 519 522 524 526 529 529H 531 531A 535 5  |                                | Móstoles     |      |
| 16539  | Av. Portugal - Orense                      | 498 498A 499 529 529H 531 531A                        |                                | Móstoles     |      |
| 08606  | Av. Portugal - Juan de Ocaña               | 498A 499 529 529H 531 531A 535 5                      |                                | Móstoles     |      |
| 19275  | Av. Portugal - Est. Móstoles Central       | 498A 499 529 529H 531 531A 535 5                      | Móstoles Central               | Móstoles     |      |
| 08603  | Av. Portugal - Av. Cerro Prieto            | 526 529 529H 531 531A                                 |                                | Móstoles     |      |
| 09701  | Av. Alcalde de Móstoles - Bécquer          | 523 526 529 529H 531 531A                             |                                | Móstoles     |      |
| 11267  | Av. Alcalde de Móstoles - Pintor Velázquez | 523 529 529H 531 531A 4                               |                                | Móstoles     |      |
| 11884  | Margarita - Av. Alcalde de Móstoles        | 523 529 531 531A 4                                    |                                | Móstoles     |      |
| 11265  | Margarita - Gta. Los Jazmines              | 523 529 531 531A 4                                    |                                | Móstoles     |      |
| 08742  | Tulipán - Gta. Los Jazmines                | 522 529 531 531A 4                                    |                                | Móstoles     |      |
| 18853  | Hospital Rey Juan Carlos                   | 529 529H 531 531A 551 4                               |                                | Móstoles     |      |